# Холлар, Вацлав
Ва́цлав (Венцель, Венцеслав) Хо́ллар (также Голлар; чеш. Václav Hollar; 13 июля 1607, Прага — 28 марта 1677, Лондон) — чешский гравер и рисовальщик.

## Биография

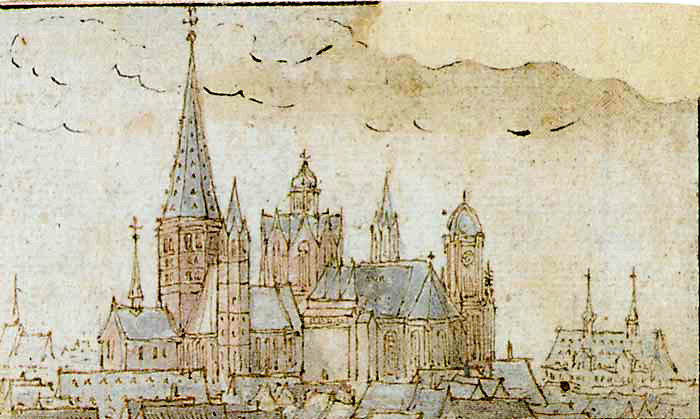
Майнцский собор (1632)

После захвата Праги во время Тридцатилетней войны семья Холлара разорилась и Вацлав, намеревавшийся стать юристом, решил учиться на художника. Самые ранние его работы, дошедшие до нас, датируются 1625—1626 годами. Это небольшие гравюры, одна из которых — копия картины Альбрехта Дюрера «Мария с младенцем». Творчество Дюрера оказало сильное влияние на Холлара.
В 1627 году Холлар отправился во Франкфурт, где работал под руководством швейцарского гравёра и издателя Маттеуса Мериана Старшего, затем переехал в Страсбург, а в 1633 года — в Кёльн.

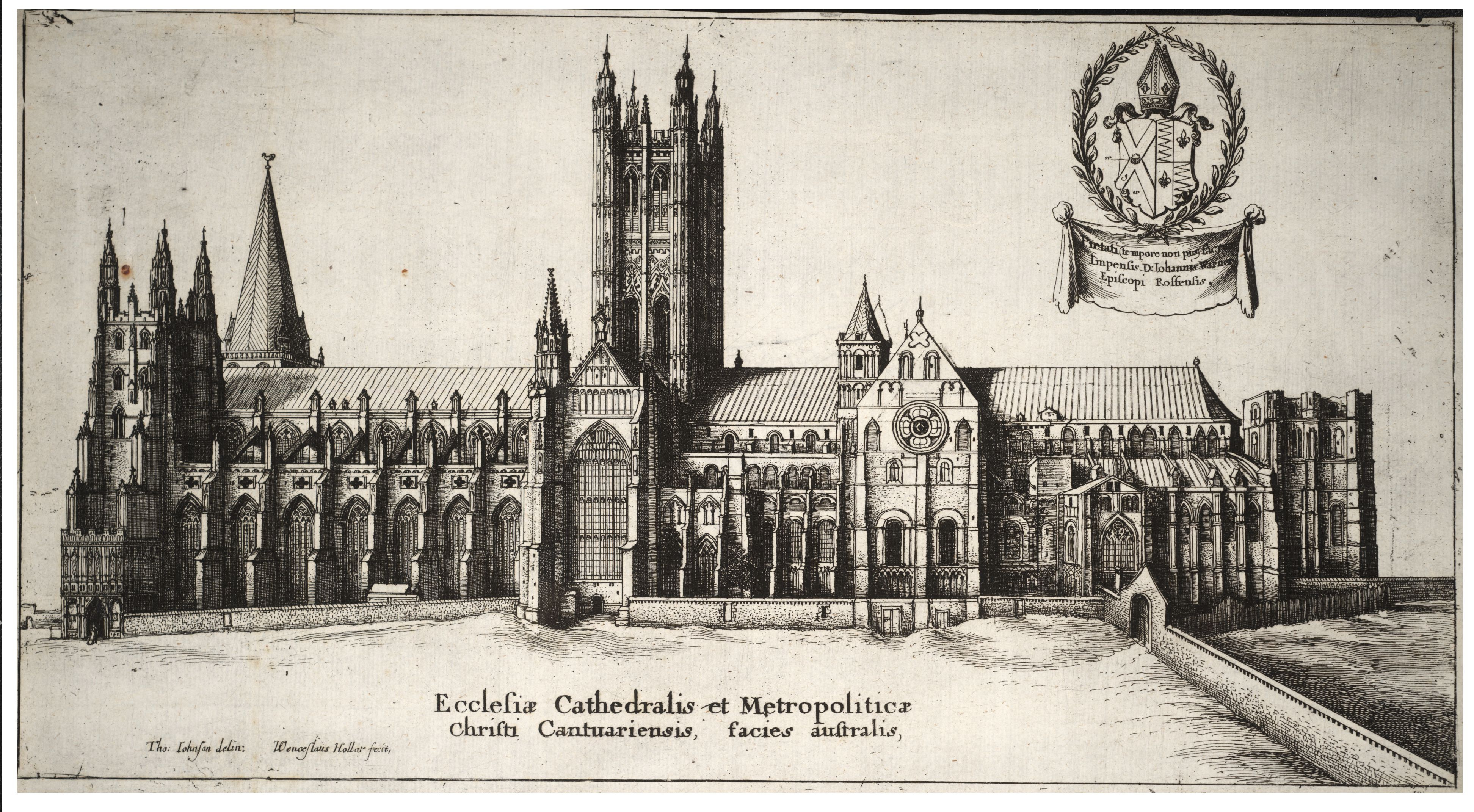
Кентерберийский собор (1643—1644)

В Кёльне на Холлара обратил внимание известный коллекционер и любитель искусства Томас Говард (21-й граф Арундел), пребывавший в то время у двора императора. С ним Холлар посетил Вену и Прагу и в 1637 году прибыл в Англию, ставшую его домом на многие годы. Холлар проживал в доме графа, но работал не только для него, а вынужден был сотрудничать с издателями, от которых зависел.

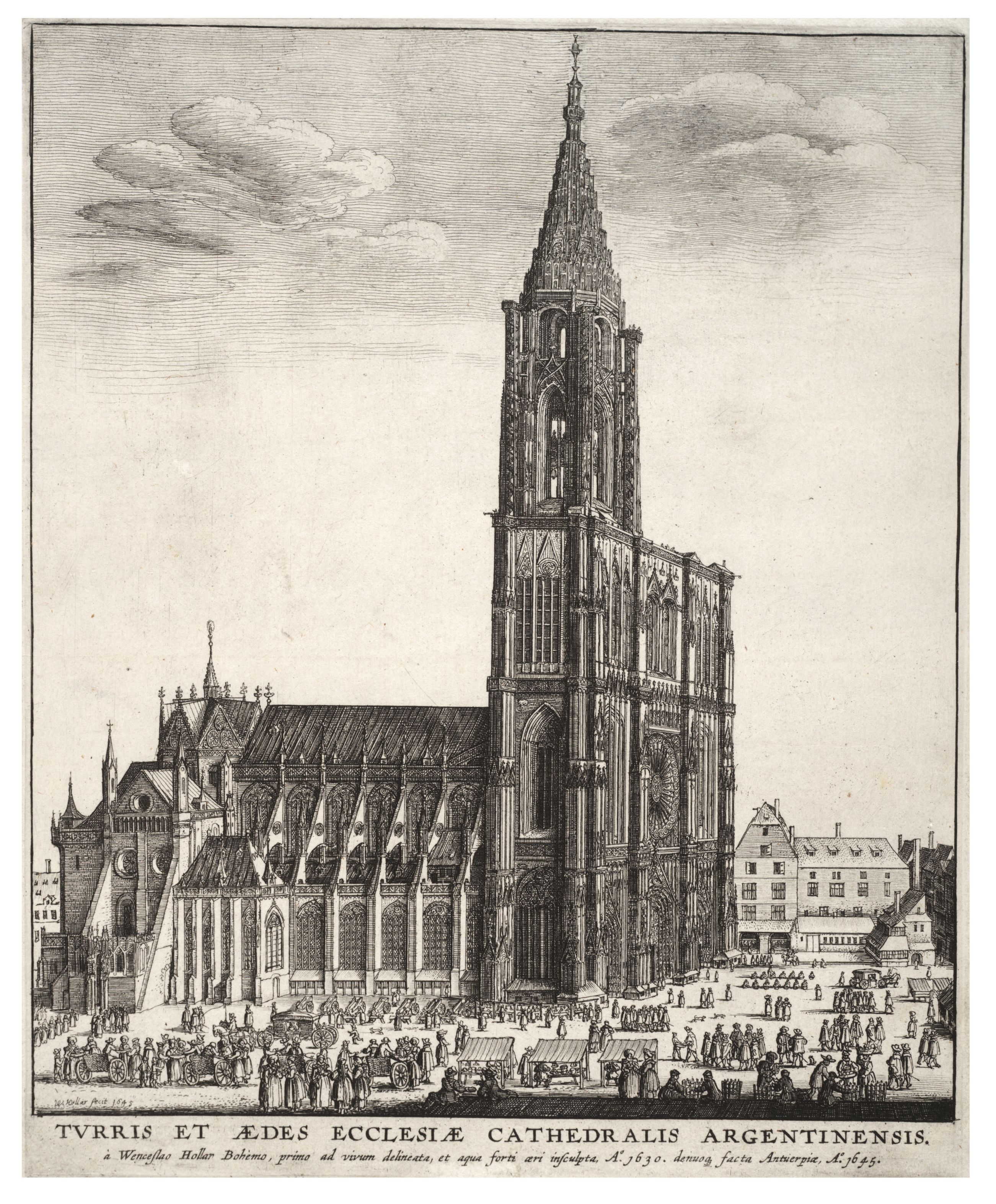
Страсбургский собор (1650)

В первый год пребывания в Англии он создал для одного из продавцов гравюр величественное произведение «Вид Гринвича» длиной около 1 метра и получил за неё 30 шиллингов. Позже Холлар зафиксировал цену за свою работу в размере 4 пенсов за час и замерял время с помощью песочных часов. После начала в 1642 году гражданской войны (см. Английская революция) лорд Арундел покинул Англию и Холлар перешёл на службу к герцогу Йоркскому[какому?], переехав к нему вместе с женой и двумя детьми.
Вместе с другими деятелями искусства, Иниго Джонсом и Уильямом Фейторном, Холлар находился в замке Basing House (графство Хэмпшир), в котором укрылись сторонники короля Карла I во время осады (продолжалась до 1645 года). В 1643—1644 годы он создал несколько сотен гравюр, что говорит о его поразительном трудолюбии. Холлар был пленён, но позже либо бежал, либо был освобождён, присоединился к лорду Арундел в Антверпене и оставался там 8 лет (1644—1652). Это было время расцвета его творчества, он создавал прекрасные гравюры разных типов. В 1652 году он вернулся в Лондон и жил у гравёра Уильяма Фейторна около ворот Темпл Бар на западной окраине Лондона.
В последующие годы были изданы многие книги с иллюстрациями Холлара: «Вергилий и Гомер» Джона Огилби (John Ogilby, 1600—1676), «Ювенал» Роберта Стэплтона (Robert Stapylton, ок. 1608—1669), «Warwickshire, St Paul’s and Monasticon» Уильяма Дагдейла (William Dugdale, 1605—1686). Продавцы книг продолжали обманывать простодушного иностранца, претворяясь, что они откажутся от его работ, и вынуждая его снижать цену за свои работы. Восстановление монархии не привело к улучшению его положения, королевский двор не оказывал помощь Холлару. Во время чумы он потерял сына, который подавал надежды в искусстве рисования.
После разрушительного пожара 1666 года в Лондоне Холлар исполнил несколько «Видов Лондона». Возможно, что успех этих работ побудил короля в 1668 году отправить его в Танжер для создания видов города и фортов. Во время возвращения в Англию произошёл бой между судном «Мэри Роуз», на котором плыл Холлар, и семью алжирскими военными кораблями, запечатлённый Холларом для «Африки» Огилби.
В Англии Холлар прожил ещё 8 лет, продолжая свою работу. В 1670 году он создал одну из лучших своих работ — большую гравюру с изображением Эдинбурга. Умер Холлар в нищете, не дожив несколько месяцев до своего 70-летия.

## Творчество

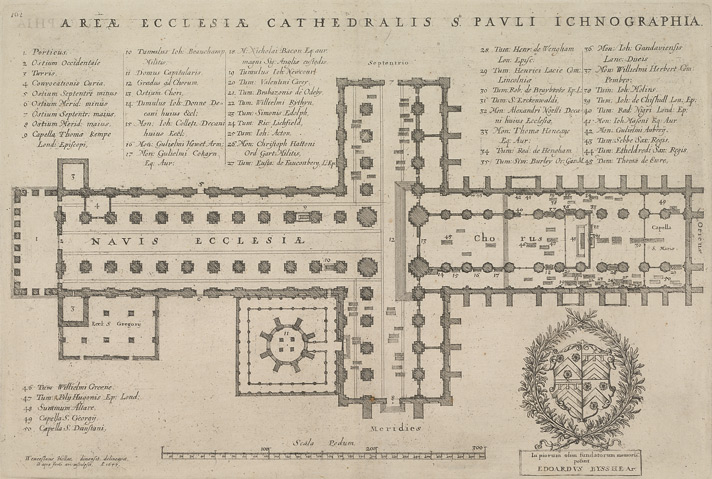
План «старого» собора св. Павла в Лондоне (1658)

Холлар работал в технике офорта. Часто выпускал иллюстрированные серии. Разнообразие его работ впечатляет. Он создал около 2740 гравюр на разнообразные темы: виды городов, портреты, изображения кораблей, пейзажи, натюрморты, произведения на религиозные и геральдические темы, изображения женских костюмов, анималистические композиции. Его виды городов и архитектурных сооружений (таких, как соборы в Антверпене и Страсбурге) топографически точны и в то же время в них присутствует художественный замысел. Холлар мог создавать почти точные копии произведений других художников (например, изображение чаши по рисунку Андреа Мантеньи). Его «Theatrum mulierum» и другие сборники показывают с исторической точностью жизнь людей того времени. Созданные им портреты — область искусства, в которой он был несправедливо недооценён, — отличаются изяществом и художественной силой.
Почти полная коллекция работ Холлара хранится в Британском музее и в библиотеке Виндзорского замка. Первый каталог его произведений создан в 1745 году (2-е издание в 1759 году) Джорджем Вертью. В 1853 году Густав Партей и в 1982 году Ричард Пеннингтон создали каталоги гравюр Холлара. Сейчас составляется новый полный иллюстрированный каталог для включения его в «Hollstein series».
Холлару принадлежит знаменитая гравюра «Подлинный портрет кота Великого князя Московского» (1663) — изображение питомца русского царя Алексея Михайловича, по некоторым версиям являющееся завуалированным портретом последнего.

## Память
В Чехии есть содружество художников-графиков «Холлар» (основано в 1917 году), одним из членов которого является знаменитый чешский график, книжный иллюстратор, карикатурист и поэт Иржи Слива (род. 1947).